# 富邦產物保險
富邦產物保險股份有限公司，簡稱富邦產險，是一家總部設於中華民國臺北市大安區的財產保險公司，富邦金融控股公司（富邦金控）旗下子公司之一，為台灣第一家民營產物保險公司，同時也是目前台灣產險市佔率最高的公司。

## 歷史
- 1961年3月17日，霖園集團成立國泰產物保險股份有限公司，為台灣第一家民營產物保險公司。
- 1961年4月17日，國泰產險正式開業，總部設於臺北市城中區延平南路101號。
- 1962年2月，國泰產險總部遷移至臺北市城中區南陽街90號（國泰大樓）。
- 1981年，霖園集團共同創始人蔡萬才之長子蔡明忠加入國泰產險，擔任海上保險業務部代經理。
- 1985年3月9日，國泰產險總部遷移至臺北市大安區建國南路一段237號（富邦大樓）。
- 1992年，蔡萬才與霖園集團分家，國泰產險更名為富邦產物保險股份有限公司，成為建構富邦集團之前導者。
- 1993年，富邦產險於臺灣證券交易所股票上市。
- 1996年，富邦產險設立越南胡志明市代表處，為台灣第一家於越南設立據點的產物保險公司。
- 2001年，富邦金控成立，富邦產險成為富邦金控全資子公司。
- 2008年，富邦產險胡志明市代表處升格為全資子公司越南富邦產物保險責任有限公司（越南富邦產險），總部設於胡志明市。
- 2010年10月，富邦產險全資中國大陸子公司富邦財產保險有限公司（富邦財險）成立，總公司位於福建省廈門市，為《海峽兩岸經濟合作架構協議》（ECFA）通過後第一家於中國大陸核准設立的台資保險公司[1]。
- 2021年9月27日，富邦產險總部遷移至臺北市中山區遼寧街179號7至14樓（富邦遼寧大樓）。
- 2022年1月，富邦產險啟動富邦大樓拆除工程。
- 2022年12月開始與台灣文創品牌U&S叔叔與妹妹合作ESG永續項目，將富邦產險保哥角色與赤毛族角色聯名合作，推出風險教育繪本，並辦理話畫大稻埕實體活動推廣風險教育及地方文化。

## 爭議

### 防疫險續保爭議
2022年4月臺灣嚴重特殊傳染性肺炎疫情期間，富邦產險突然宣佈停賣四張防疫保單、停止受理續約保單（其中，已收到富邦產險通知續保的保戶若以信用卡自動扣款，即被認定續保失敗），引發極大爭議。同月25日，富邦產險發表聲明稿道歉但政策不變，金管會保險局亦不認同其作法、並促使金融消費評議中心介入調查，立法委員要求金管會嚴辦。
富邦產險緊急於2022年4月26日再度發表聲明稿道歉，並宣佈：本月20日前，凡已收取保費、已利用信用卡繳費、以及獲業務員承諾續保的自動繳費保戶，富邦產險將請業務員協助辦理續保相關事宜。

## 外部連結
- （繁體中文） 富邦產險 （页面存档备份，存于）